# Пастунов, Александр Михайлович
Александр Михайлович Пастунов (11 (24) ноября 1906 — 20 декабря 1960) — советский актёр. Народный артист Удмуртской АССР (1949). Заслуженный артист РСФСР (1952). Народный артист РСФСР (1958).

## Биография
В 1925 году окончил театральную школу в Иванове и с этого же года до 1931 года — актёр Ивановского театра Пролеткульта. Затем работал в театре Ижевска. С 1958 по 1960 — актёр Кировского театра.
В 1943 году вступил в ВКП(б).

## Роли
- Степан («Поэма о топоре» Погодина),
- Шура Зайцев («Старые друзья» Малюгина),
- Серёжа Тюленин («Молодая гвардия»),
- Пикалов («Любовь Яровая»),
- Счастливцев; Хлынов («Горячее сердце»),
- Тихон («Гроза»),
- Лука («На дне»),
- Мармеладов («Преступление и наказание» по Достоевскому),
- Аким («Власть тьмы»)

Исполнил роль В. И. Ленина в «Кремлёвских курантах» Погодина (1954) и «Вечном источнике» Д. Зорина (1957).

## Награды
- Орден «Знак Почёта».
- Народный артист РСФСР (1958).
- Заслуженный артист РСФСР (1952).
- Народный артист Удмуртской АССР (1949).